# اوگنی اونازی
اوگنی ادی اونازی (انگلیسی: Ogenyi Eddy Onazi؛ زاده ۲۵ دسامبر ۱۹۹۲) بازیکن فوتبال اهل نیجریه است.